# Asya Abdullah

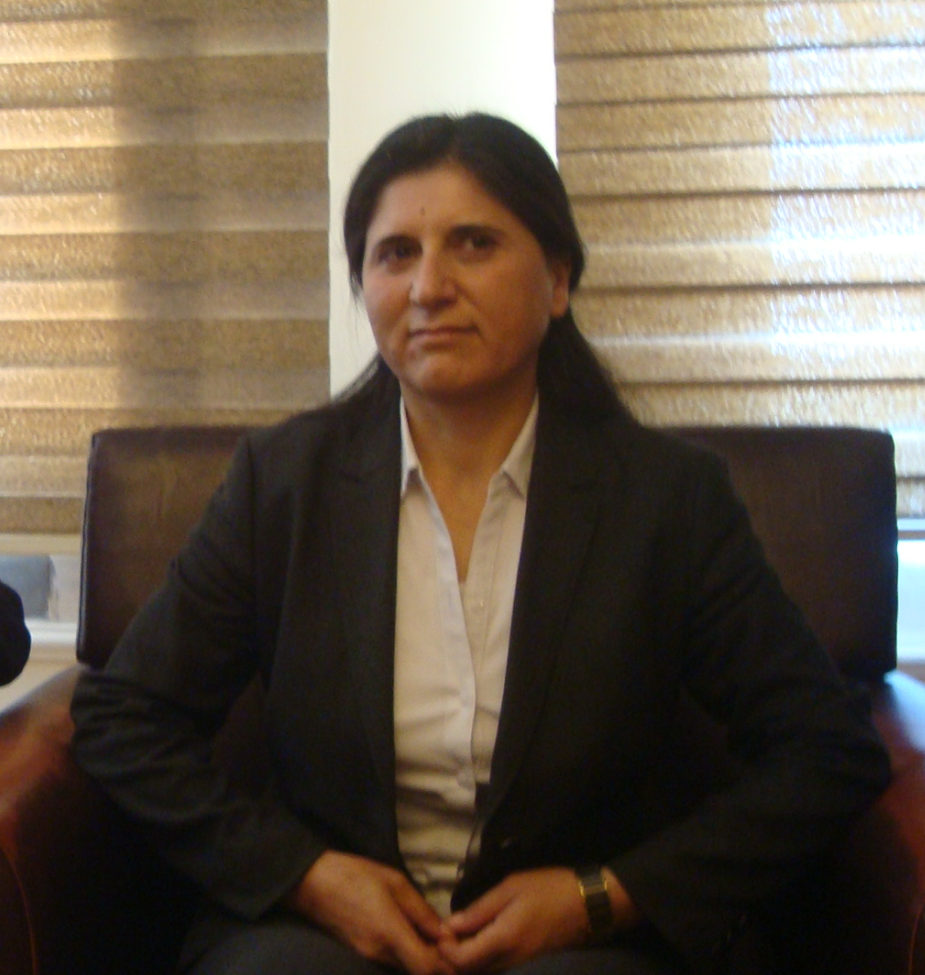
Asya Abdullah (2013)

Asya Abdullah (* 1971 in al-Malikiya, kurdisch دێریکا هەمکۆ Dêrika Hemko im Gouvernement al-Hasaka) ist eine syrisch-kurdische Politikerin.

## Leben
Abdullah war 25 Jahre Mitglied der Arbeiterpartei Kurdistans und in dieser Funktion in den irakischen Kandil-Bergen aktiv. 2003 beteiligte sie sich in Syrien an der Gründung der PYD. Von 2012 bis September 2017 war sie zusammen mit Salih Muslim deren Vorsitzende und vertrat diese international. So hielt sie unter anderem auf dem von Jonas Staal organisierten New World Summit, einer temporären Botschaft Rojavas,  in der Stadthalle Oslos eine Rede. Aufsehen erregte sie, als sie sich mit dem damaligen französischen Präsidenten François Hollande in Paris traf. Dieses Treffen wurde als Provokation für Recep Tayyip Erdoğan gewertet. Bei den Wahlen zur Parteispitze der PYD September 2017 wurde sie durch Ayşe Hiso ersetzt. Nach ihrer Zeit als Vorsitzende der PYD wurde sie zur Co-Vorsitzenden der Bewegung für eine demokratische Gesellschaft (TEV-DEM) bestimmt. In dieser Funktion verblieb sie bis August 2018.
Im Juni 2022, beim 9. Kongress der PYD in Hesekê, wurden sie und Salih Muslim als Ko-Vorsitzende der PYD gewählt. Sie übte dieses Amt bis September 2024 aus.